# Taringa (Queensland)

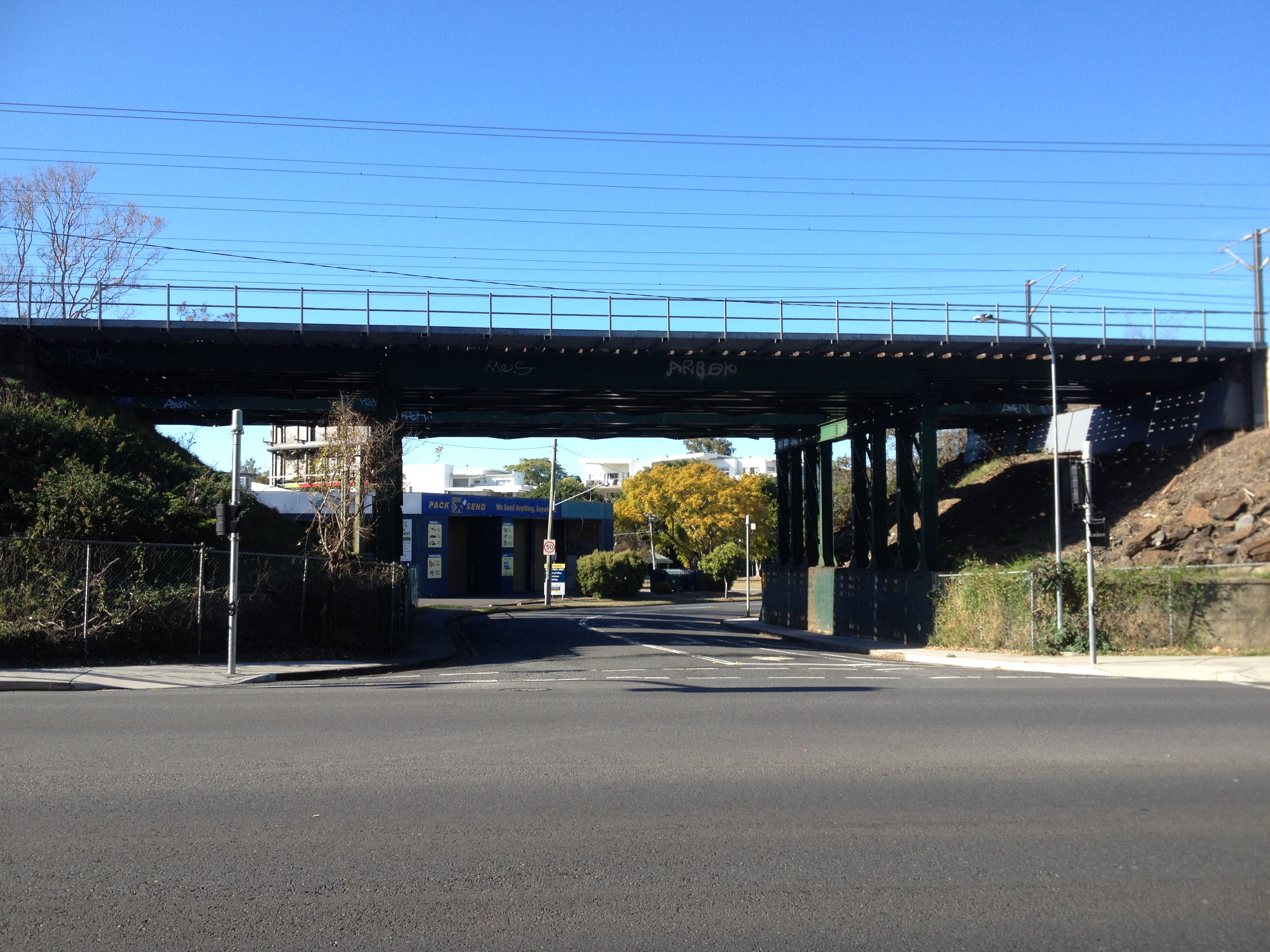
Puente ferroviario de la calle Whitmore, Taringa, Queensland

Taringa es un suburbio de Brisbane, Queensland, Australia, situado a 5 km al suroeste del distrito central de negocios de Brisbane. Taringa es principalmente residencial, a excepción de un pequeño número de edificios comerciales en su mayoría agrupados a lo largo de la carretera Moggill. Es un barrio muy popular entre los estudiantes de la Universidad de Queensland y la Universidad de Tecnología de Queensland, debido a su proximidad a las universidades y para la ciudad de Brisbane.

## Geografía
Taringa está dominada por una cordillera que corre a lo largo del camino de Swann, con fuertes pendientes a ambos lados de la cresta.

## Historia
El nombre de suburbio 'Taringa' es una combinación de dos palabras aborígenes: tarau («piedras») y nga («formado por»). En conjunto, significa «lugar de piedras».
La marca de salsa de Worcestershire Lionel solía ser fabricada en Taringa.

## Atracciones
Taringa cuenta con apartamentos de gran altura, que albergan principalmente a estudiantes internacionales y están construidos en el solar de la antigua escuela primaria de la localidad, la Taringa State School.
El Scout Den de Taringa es la sede del Grupo Taringa-Milton-Toowong Scout. También se utiliza como centro de entrenamiento de Karate Goju y Yoga.

## Deportes
El equipo de fútbol de Taringa es el Taringa Rovers Soccer Football Club.

## Transporte
En lo que respecta al tren, la estación de Taringa forma parte de la red Citytrain, en la línea ferroviaria de Ipswich, y proporciona viajes a los centros de negocios de Brisbane y de Ipswich
Por lo que se refiere al autobús, Taringa es atendida por los autobuses de transporte del distrito central de negocios de Brisbane, Chancellor's Place de UQ St Lucia, Indooroopilly, Long Pocket, Chapel Hill y Kenmore.
Por carretera, las principales de Taringa son Swann Road y Moggill.